# Mistrzostwa Panamerykańskie w Judo 1970
7. Mistrzostwa panamerykańskie w judo odbywały się w dniach 18-23 października 1970 roku w brazylijskim mieście Londrina. W tabeli medalowej tryumfowali judocy z Brazylii.

## Klasyfikacja medalowa
Gospodarz zawodów został zaznaczony kolorem.
| Miejsce | Państwo           |   |   |   | Razem |
| ------- | ----------------- | - | - | - | ----- |
| 1       | Brazylia          | 3 | 2 | 2 | 7     |
| 2       | Stany Zjednoczone | 3 | 1 | 1 | 5     |
| 3       | Argentyna         | 0 | 3 | 0 | 3     |
| 4       | Kanada            | 0 | 0 | 2 | 2     |
| 5       | Wenezuela         | 0 | 0 | 1 | 1     |
| Razem   | Razem             | 6 | 6 | 6 | 18    |

## Medaliści

### Mężczyźni
| Konkurencja: | Złoto:          | Srebro:          | Brąz:            |
| −63 kg       | Larry Fukuhara  | Takayuki Nishida | Bryan Yakata     |
| −70 kg       | Patrick Burris  | Paul Maruyama    | Mateus Suguizaki |
| −80 kg       | Lhofei Shiozawa | Antonio Gallina  | Richard Dubreuil |
| −93 kg       | Chiaki Ishii    | Roy Yamamoto     | Gordon Gregory   |
| ponad 93 kg  | Francis Garren  | Milton Lovato    | José Casemiro    |
| open         | Chiaki Ishii    | Antonio Gallina  | Gordon Gregory   |